# Carmel Bird
Carmel Bird (n. 31 august 1940) este o romancieră, nuvelistă și editoare literară de origine australiană. Bird s-a născut în Launceston, Tasmania.
Prima ei carte a fost Births, Deaths and Marriages, o colecție de nuvele, publicată în 1983.